# Società Tennis Tavolo Riva San Vitale
La Società Tennis Tavolo Riva San Vitale è una società di tennistavolo svizzera della città di Riva San Vitale. La sua fondazione risale al 22 settembre 1967. Nella stagione 2012-2013 milita in Lega Nazionale B, la divisione cadetta del campionato svizzero.

## Storia
La Società Tennistavolo Riva San Vitale nacque il 22 settembre 1967 da un gruppetto di appassionati in un bar del paese. I fondatori furono 11 soci: Ferdinando Benzoni (primo presidente e presidente onorario), Flavio Civatti (primo segretario), Sergio Cavadini, Antonio Poma sen. (†), Antonio Poma jun., Fausto Bernaschina, Andrea Pozzi, Eros Porta, Gabriele Vassalli e Nello Pagani.
Ben presto la società fu confrontata con problemi logistici e di effettivi, poi superati a partire dalla metà degli anni settanta. Si iniziò a lavorare alla base, tramite una delle prime scuole di tennistavolo del Canton Ticino. Pian piano arrivarono i primi trionfi a livello cantonale e, grazie all'apporto di giocatori dal bacino del Mendrisiotto e del Basso Ceresio, nel 1991 arrivò la prima promozione in Lega Nazionale: la Lega Nazionale C. L'anno seguente si riuscì nell'exploit di raggiungere la Lega Nazionale B, ma l'esperienza durò solamente fino alla fine del campionato 1993-94. Nel 2005 il ritorno nella serie cadetta dove nella stagione 2006-07 e 2007-08 si gioca la poule per l'accesso alla Lega Nazionale A senza però raggiungere l'obiettivo.

## Cronistoria
- 1967 - ????: campionati regionali
- ???? - 1991: 4º livello (campionati regionali)
- 1991 - 1992: 3º livello
- 1992 - 1994: 2º livello
- 1994 - 2004: 3º livello
- 2004 - 2013: 2º livello
- dal 2013: 3º livello

## Stadio
Il Riva San Vitale gioca le partite casalinghe alla Palestra comunale (Scuole elementari) di Riva San Vitale.

## Organico

### Rosa 2013-2014
- Daniele Wyss - B14
- David Torelli - B13
- Janos Istvan Illi - B15
- Nathan Torelli - B11

### Staff tecnico
- Commissario tecnico :  Venturato Giuseppe
- Cassiere:  Crivelli Adam
- Responsabile giovani:  Fraschini Giulia

## Giocatori celebri
Di seguito i giocatori che durante la carriera sono arrivati in classifica A16-A20:

## Allenatori e presidenti

### Allenatori
- 1967-1998: ?
- 1998-2013:  Diego Savogin
- dal 2013:  Simone Leto

### Presidenti
- 1967-1988:  Ferdinando Benzoni
- 1988-2000:  Romualdo Fontana
- 2000-2012:  Harry Nick
- dal 2012:  Angelo Ferrari

## Palmarès
- Lega Nazionale C: 4

1991-92, 2000-01, 2002-03 , 2003-04
- Prima Lega: 1

1990-91
- Coppa Ticino:

1992, 1994, 1996, 2004, 2005, 2006, 2007, 2008, 2009, 2010